# Elías Vásquez
Elías Enoc Vásquez Prera (Città del Guatemala, 18 giugno 1992) è un calciatore guatemalteco, difensore del Cobán Imperial.

## Caratteristiche tecniche
È un difensore centrale.